# Sapeli

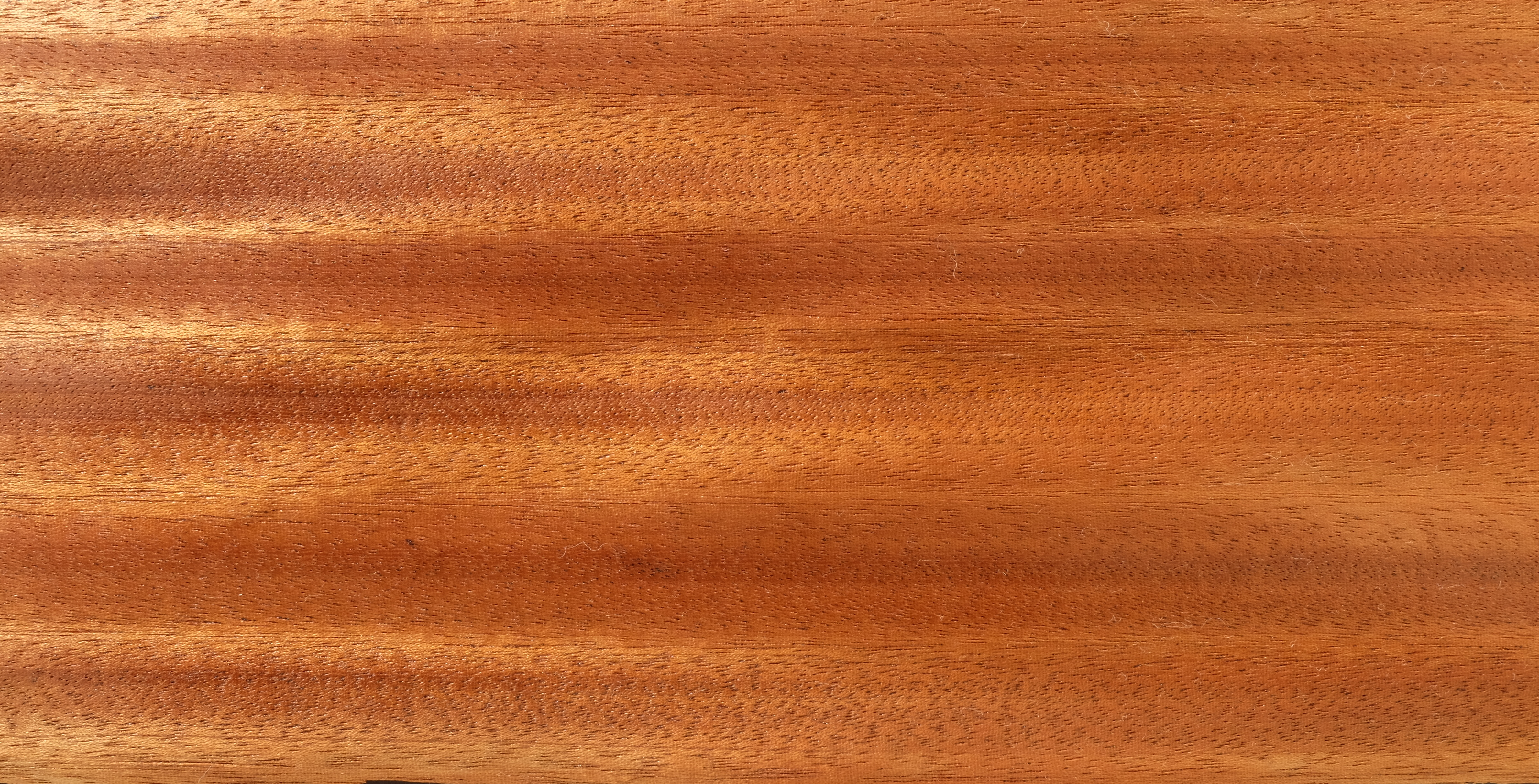
Sapeli (Entandrophragma cylindricum)

Sapeli is een mahonie-achtige houtsoort met een roodbruine tot purperachtig bruine kleur. Sapeli wordt gebruikt voor parketvloeren, meubelen, binnenschrijnwerk, muziekinstrumenten, etc. Deze houtsoort is plaatselijk bekend onder tal van benamingen zoals Sapele, Undianuno, Lifaki of Aboudikro. Alleen het kernhout wordt commercieel gebruikt.
Sapeli is afkomstig van bomen van Entandrophragma cylindricum (familie Meliaceae, waar ook mahonie toe hoort). Deze boomsoort groeit vooral in tropisch Centraal- en West-Afrika. 